# American Music Awards 2015
La 43e cérémonie des American Music Awards s'est déroulée le 22 novembre 2015 au Microsoft Theater de Los Angeles et a été diffusée en direct sur la chaîne ABC. Elle récompense les artistes les plus populaires de l'année 2015 aux États-Unis.
Jared Leto a présenté un éloge funèbre pleurant les attentats du 13 novembre 2015 en France avant de présenter Céline Dion pour son hommage musical, sur la chanson Hymne à l'amour d'Édith Piaf. La cérémonie a également été la dernière apparition publique de Prince avant sa mort en avril 2016. La cérémonie a rassemblé 10,98 millions de téléspectateurs aux États-Unis.